# La Maison du sourire
Pour plus de détails, voir Fiche technique et Distribution.
La Maison du sourire (La casa del sorriso) est un film italien réalisé par Marco Ferreri, sorti en 1988. Il dépeint une romance entre deux résidents d'une maison de retraite, incarnés par Ingrid Thulin et Alessandro Ruspoli.

## Synopsis
Adelina, retraitée, réside à la Maison du sourire. Refusant toute situation infantilisante du personnel de service, la vieille dame entend vivre pleinement ses soixante-dix ans aussi libre qu'avant et en écoutant que son cœur. Elle voue une admiration passionnée pour Andrea, professeur de guitare, elle y trouve le soutien et le réconfort que ne lui offre pas l'épouse de son fils, décédé voici peu. Ensemble, les deux septuagénaires entament une liaison amoureuse que la hiérarchie de l'établissement et les autres pensionnaires jugent tout à fait immorale. Aussi, lorsqu' Andrea et Adelina partagent leurs lits et des relations intimes extrêmes, le scandale éclate. Le couple finit par accepter la proposition d'Africains qui campent à proximité de l'hospice : un nid d'amour dans une caravane, rien que pour eux, Loin des regards indiscrets.

## Fiche technique
- Titre français : La Maison du sourire[1]
- Titre original : La casa del sorriso[2]
- Réalisation : Marco Ferreri
- Scénario : Marco Ferreri, Antonino Marino et Liliana Betti
- Photographie : Franco Di Giacomo
- Montage : Dominique B. Martin
- Musique : Bruno Guarnera
- Production : Giuseppe Auriemma, Augusto Caminito et Giovanna Romagnoli
- Sociétés de production : Scena International, Titanus
- Pays de production :  Italie
- Langue originale : italien
- Format : Couleurs - Stéréo
- Genre : Drame sentimental
- Durée : 110 minutes
- Date de sortie : 
  - Allemagne : février 1991 (Berlinale 1991)
  - Italie : 22 février 1991 (Milan)
  - France : 22 janvier 1992[1]

## Distribution
- Ingrid Thulin : Adelina
- Alessandro Ruspoli (sous le nom de « Dado Ruspoli ») : Andrea
- Enzo Cannavale : Avocat
- Maria Mercader : Elvira
- Lucia Vasini (it) : Giovanna
- Francesca Antonelli (it) : Rosy
- Elisabeth Kaza : Esmeralda
- Mohamed Camara
- Mimi Félixine
- Rosalina Neri

## Accueil critique
Selon l'ouvrage Le Guide du cinéma mondial, le film est une sorte de « Mai 68 du troisième âge » et se révèle en soi assez dérangeant.
À l'inverse, pour Lietta Tornabuoni dans La Stampa, Ferreri a réalisé avec La Maison du Sourire non seulement un film à succès, mais presque un tour de magie, un miracle du cinéma. De même, Francesco Bolzoni dans Avvenire estime que La Maison du sourire est « une histoire très tendre, voire modeste à sa manière, même drôle. Les petits épisodes et les notes infimes ne sombrent jamais dans la tristesse ou le découragement grâce à un contrepoint ironique et surréaliste suggéré par un très bon sens de la mise en scène ».

### Distinctions
- 1991 - Berlinale
  - Ours d'or à Marco Ferreri
- 1991 - David di Donatello
  - Candidature Meilleur film
  - Candidature Meilleur scénario à Liliane Betti, Marco Ferreri et Antonino Marino.
  - Candidature Meilleure actrice dans un rôle principal à Ingrid Thulin.
  - Candidature Meilleur acteur dans un second rôle à Enzo Cannavale.

- 1992 - Ruban d'argent
  - Candidature Meilleur réalisateur à Marco Ferreri
  - Candidature Meilleure actrice dans un second rôle à María Mercader